# Алёшки

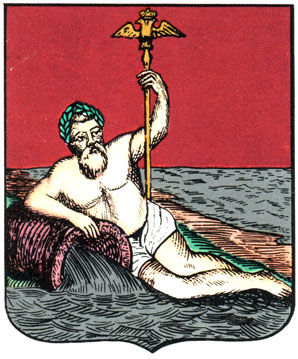
Герб города Алёшки утверждён года

Герб города Алёшки утверждён года

Алёшки, также Алешки (укр. Олешки; до 1802 года Днепровск, 1802—1928 — Алёшки, 1928—1938 — Цюрупинское, 1938—2016 — Цюрупинск) — город в Херсонском районе Херсонской области Украины, центр Алёшковской городской общины. Бывший административный центр упразднённого Алёшковского района (до 2020 года). Расположен на левом берегу реки Днепр. Название города дало название Алешковским пескам — крупнейшему на территории Украины песчаному массиву, огибающему город. В конце февраля 2022 года город был оккупирован российскими войсками в ходе вторжения России на Украину. В июне 2023 года был частично затоплен после подрыва Каховской ГЭС. По данным из разных источников, на 9 июня в Алёшках утонуло 8 человек.

## География
Алёшки расположены на юге Украины, на западе Херсонской области, в 5 км от областного центра. Это небольшой город, с юго-запада на северо-восток он протянулся на 7,5 км, с юго-востока до северо-запада — на 4 км, а по периметру — на 27 км; имеет Т-образную форму.
Средняя высота над уровнем моря составляет всего 6 м. Алёшки являются городом-спутником Херсона и тесно с ним связаны.
В состав города Алёшки входят микрорайоны: Жилпосёлок, Аметист, Хуторище, Слободка, Олимпийский, Полевой (Чремшина), Винрассадник.
На востоке от города располагаются Алёшковские пески, которые на сегодняшний день частично залесены. На западе Алёшек протекает река Конка, небольшая река, течёт параллельно Днепру в 4 км от него, впадая в Кардашинский лиман, а затем — в Днепровский лиман и Чёрное море. Эта река — часть Днепровских плавней и является одним из основных рукавов Днепра в его дельте.

### Климат
Климат в этой местности умеренно континентальный, засушливый. Среднее годовое количество осадков в городе около 425—450 мм. Ближайшая метеорологическая станция расположена в Херсоне. Средняя температура января составляет примерно −2,5 °С, в этот период дуют преимущественно восточные ветры. В июле средняя температура воздуха составляет около +27 °С; дуют преимущественно северные ветры с переходом на юго-западные. Абсолютный максимум составил +46 °С, абсолютный минимум — около −31 °С.

### Природа и рекреационные ресурсы
Город расположен в зоне развития подтопления. Основные неблагоприятные условия: пылевые бури, засоление почв, развеивание песков. Охрана земель — высаживание деревьев и кустов на песках. Охрана вод — Использование водоочистных систем и бессточных систем водоиспользования.
Гордость города — ботанический памятник природы — сосновый бор. Недалеко от города расположен санаторий, где проводят лечение грязями материковых озёр.

## Население
Алёшки — это город-спутник Херсона, входит в состав Херсонской агломерации, имеет удобное сообщение с Херсоном (расположенным на правом, противоположном берегу Днепра) с помощью шоссе и двух мостов — над днепровской протокой Конкой (с стороны Алёшек) и собственно Днепром (Антоновский мост). Население города на 1 января 2008 года составляло около 26 тысяч человек — четвёртый по численности населения город Херсонской области.
Динамика численности населения:
| Год  | Население, чел. |
| ---- | --------------- |
| 1860 | 5 100           |
| 1917 | 7 000           |
| 1939 | 11 369          |
| 1948 | 9 000           |
| 1976 | 17 500          |
| 1991 | 26 400          |
| 2001 | 24 900          |
| 2011 | 25 217          |

Средняя плотность населения в городе около 2000 человек на км². Однако оно размещено неравномерно, наибольшая плотность на севере города, наиболее низкая — на юге.
В течение 1950-х и до 1991 население города увеличивалось за счёт естественного прироста и иммиграции. В 1970-х фактический прирост населения составлял около 1,6 %. С начала 1992 года смертность начала превышать рождаемость, в середине и конце 1990-х смертность уже вдвое превысила рождаемость. Миграционный прирост тоже стал отрицательным. В последнее время ситуация начинает стабилизироваться: растёт рождаемость, миграционный прирост стремится к нулю.
На 2008 год рождаемость составила 11,4 человек на 1000 жителей; смертность — 16,2 на 1000 человек; миграционный прирост составил −1 человек на 1000 жителей. Фактический прирост −5,8 человек на 1000 жителей. Смертность детей до 1 года — 9,9 на 1000 человек; брачность — 8,3 на 1000 человек населения, ежегодное количество разводов достигает показателя 4,0 на 1000 жителей. Средняя продолжительность жизни составляет 67,46 лет, причём мужчины живут меньше (61,27 лет), чем женщины (73,68 лет); мужчин приблизительно 46,6 %, женщин 53,4 %.
Для Алёшек характерна маятниковая миграция, особенно в будние дни. Каждое утро более 5000 человек направляются в Херсон, а к вечеру возвращаются назад. Такая ситуация характерна для всех пригородов как на Украине так и за рубежом.
Индивидуальной жилой застройкой занято около 60 % площади города, однако там проживает не более 50 % населения.

### Языковой состав
Родной язык населения по данным переписи 1897 года:
| Язык       | Численность, чел. | Доля     |
| ---------- | ----------------- | -------- |
| Русский    | 6 250             | 69,45 %  |
| Украинский | 1 951             | 21,68 %  |
| Идиш       | 737               | 8,19 %   |
| Другие     | 61                | 0,68 %   |
| Итого      | 8 999             | 100,00 % |

Родной язык населения по данным переписи 2001 года:
| Язык       | Численность, чел. | Доля     |
| ---------- | ----------------- | -------- |
| Украинский | 16 315            | 67,95 %  |
| Русский    | 7 434             | 30,96 %  |
| Другое     | 262               | 1,09 %   |
| Итого      | 24 011            | 100,00 % |

## История
- 1084 годом датируется первое упоминание как о городе в составе Киевской Руси (Олешье)[14], который был разрушен во время монгольского нашествия на Русь.
- В 1711—1728 годах на месте города располагалась Алешковская Сечь
- С 1802 по 1920 год Алёшки являлись центром Днепровского уезда Таврической губернии

В Географическо-статистическом словаре Российской Империи (1863 год) о городе сообщают:
Г-дъ подъ 46°38′ с. ш. и 50°23′ в. д., на лѣв. стор. Днѣпра, при впад. р. Конки, въ 235 вер. къ с. отъ Симферополя и въ 10 вер. отъ Херсона, который лежитъ почти напротивъ Алешекъ, по другую стор. Днѣпра. Г-дъ основанъ греками въ X в., для открытія торговыхъ сношеній съ Кіевомъ. Онъ названъ былъ генуэзцами Elice. Въ русскихъ лѣтописяхъ онъ упоминается въ первый разъ въ 1224; въ нѣкоторыхъ спискахъ онъ названъ Отшелье а въ другихъ Олешье. Въ 1711 г. запорожцы, по раззореніи ихъ сѣчи Петромъ I, основали новую сѣчь на древнемъ урочищѣ Алешекъ. Когда же, въ 1733 г., запорожцы были приняты вновь въ подданство Россіи, то они перебрались въ окрестности старой сѣчи, а Алешки опустѣли. Въ 1784 г., по присоединеніи Крыма къ Россіи, въ Алешкахъ были поселены Донскіе казаки и переселенцы; съ 1802 г. Алешки сдѣланъ уѣздн. г-мъ. Чис. жит. въ 1859 г. 6,526 д. об. п. (купцовъ 116, мѣщанъ 1,207); домовъ 2,278, церковь, еврейская синагога, больница, 3 трехднев. ярмарки (на которыя товара привозится на 25,000 р.) и еженедѣльные базары. Торгъ производится преимущественно рогатымъ скотомъ, разнымъ хлѣбомъ, саломъ, кожами, льнянымъ сѣменемъ и пр. Главныя занятія жителей: садоводство, огородничество и рыболовство; особенно славятся алешковскіе арбузы, которыхъ ежегодно продается на 100,000 р.; на такую же сумму производится и добыча рыбы. Сверхъ того, жители занимаются перевозомъ товаровъ черезъ Днѣпръ въ Херсонъ и пр. и для того у нихъ имѣется до 75 каботажныхъ дубовъ и около 16 шаландъ, особой постройки судовъ и парусныхъ лодокъ. Въ садахъ разведены фруктовыя деревья, особенно груши и шелковица. Почва земли песчаная при глинистой подпочвѣ. Съ восточной стороны, въ особенности къ городу, прилегаютъ холмы сыпучаго песка — кучугуры, которые постепенно сносятся вѣтромъ даже на плодородныя земли и засыпаютъ ихъ. Потому для укрѣпленія почвы на кучугурахъ ихъ засѣваютъ особою породою ивы, такъ что теперь кучугуры почти всѣ покрыты лѣсомъ. Съ зап. стор. города тянется верстъ на 5 предмѣстье — Хуторище. Заводовъ и фабрикъ въ г-дѣ нѣтъ; купеческихъ капиталовъ въ 1859 г. объявлено 98; доходы города простирались до 1,270 р.
В декабре 1920 года здесь началось издание районной газеты.
7 сентября 1928 года посёлок Алёшки Херсонского округа переименовали в посёлок Цюрупинск в честь большевика А. Д. Цюрупы.
19 октября 1938 года Цюрупинск получил статус посёлка городского типа.
4 ноября 1943 года город освобождён от немецких оккупантов.
В 1956 году Цюрупинск получил статус города.
19 мая 2016 года Верховная Рада вернула городу название Алёшки.
В конце февраля 2022 года в ходе вторжения России на Украину город был оккупирован российскими войсками. По состоянию на 9 марта в городе действовала местная украинская власть, но над городской администрацией был вывешен флаг России. В марте проходили проукраинские антиоккупационные протесты.
6 июня 2023 года город Алёшки после разрушения Каховской ГЭС практически полностью затоплен. Расследование Ассошиэйтед Пресс считает, что российские власти стараются скрывать масштаб последствий наводнения. Медработники, регистрировавшие утонувших, оценивают количество жертв только в Алёшках в 200—300 погибших.

## Промышленность

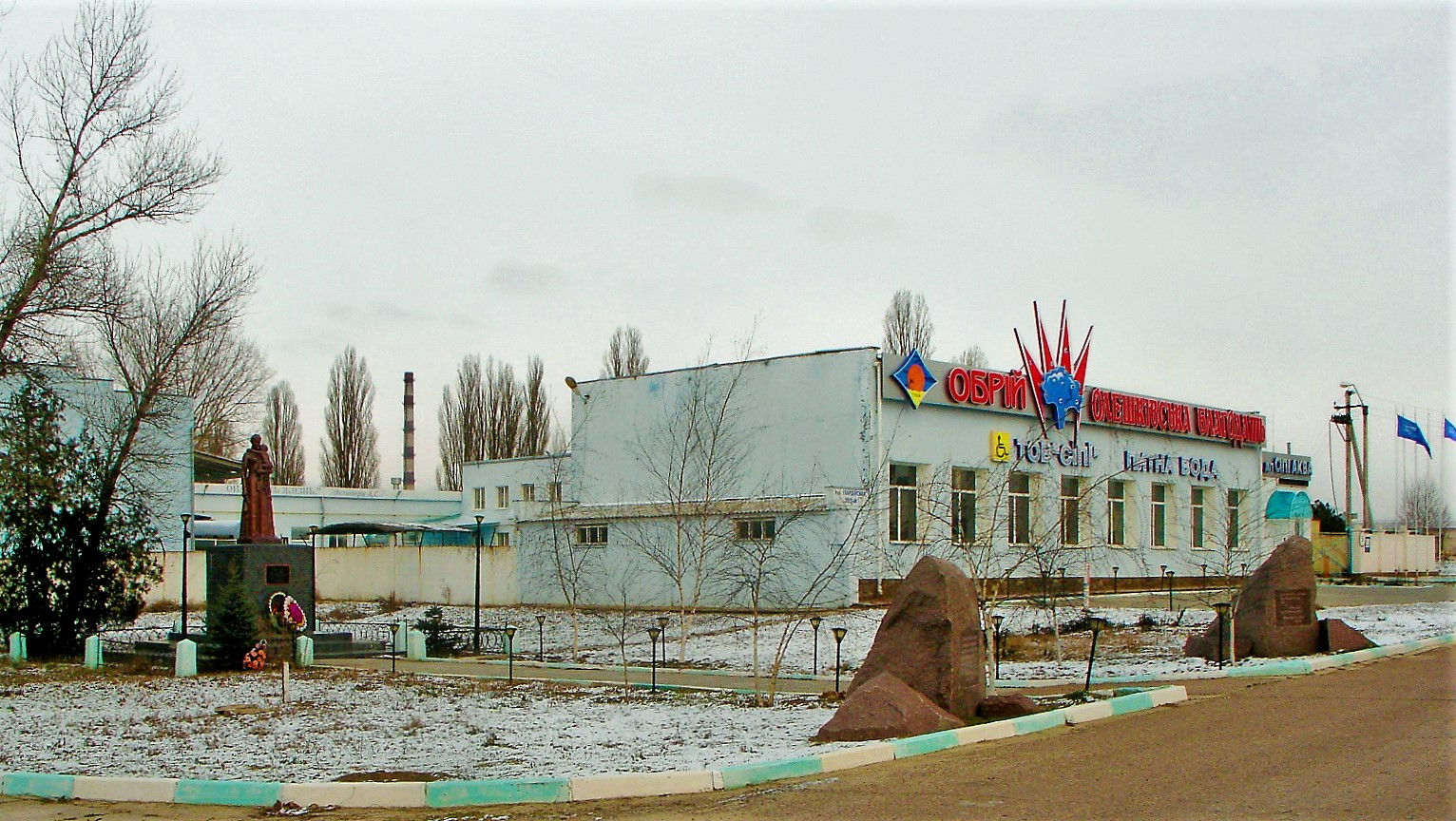
Аква-Сити

Алёшки — малый центр промышленности. Хорошо развиты такие отрасли промышленности, как пищевая, электротехническая, швейная, маслосыродельческая, хлебопекарская и макаронная, винодельческая, пищевкусовая, консервная. Ведётся добыча строительного песка, часто нелегальная. Развито рыбное хозяйство.

## Транспорт
В Алёшках хорошо развит общественный транспорт, так как очень тесно связан с Херсоном. Население обслуживают два АТП. ОАО «Цюрупинск-автотранс» занимается в основном перевозкой пассажиров на местной линии и на маршруте «Херсон—Алёшки», где автобусы ходят с 6:00 до 20:00 (в летнее время с 3:00), расстояние между конечными остановками около 30 км, которое автобус проходит за 1 час. Маршрут обслуживается, в основном, низкопольными автобусами МАЗ-103. По городу ходят маршрутки (№ 1,2,3,4). Есть круглосуточные службы такси. Были планы строительства троллейбусной линии в Херсон, но в настоящее время они заморожены.

## Генеральный план
17 октября 2008 года работники Киевского института «Дипромисто» привезли в Алёшки Генеральный план развития города до 2031 года. Согласно ему:

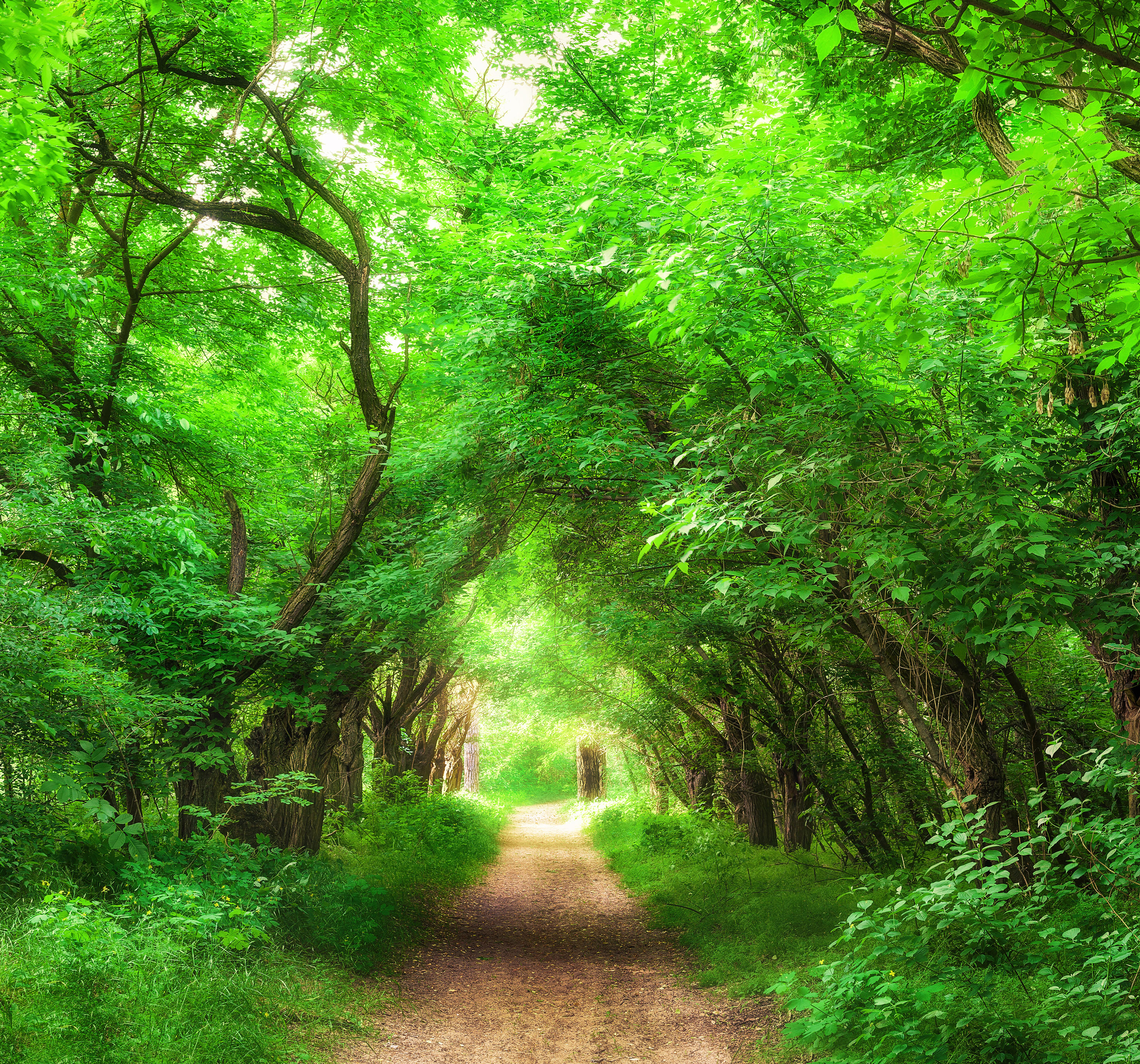
Дендропарк

- Присоединение к Алёшкам пригородных сёл: Саги-1, Саги-2, Винрассадник, Нечаево, ст. Цюрупинск (Пойма).
- Увеличение территории города с 2017 га до 2249,8 га.
- Строительство пешеходного перехода через реку Чайка.
- Развитие центра города в сторону реки Чайки и развитие бульваров.
- Строительство 4-го и 5-го микрорайонов (многоэтажки и коттеджи), прирост объёмов строительства 380—390 тыс. м².
- Разбивка бульваров в центре, припарковой зоне.
- Строительство школы на Слободке (№ 5).
- Весь транспортный поток пустить за город.
- Вынесение за город вредных производств.
- Соединения Алёшек и Херсона до 2031 года не предусмотрено.

## Спорт
В городе есть любительский футбольный клуб «Динамо», играющий в чемпионате и кубке Херсонской области, а также стадион «Старт». Клуб ни разу не становился чемпионом области, но один раз стал обладателем кубка области (в 1999).